# Nagy pettyesamarant
A nagy pettyesamarant (Lagonosticta nitidula) a madarak osztályának a verébalakúak (Passeriformes) rendjébe, ezen belül a díszpintyfélék (Estrildidae) családjába tartozó faj.

## Rendszerezése
A fajt Gustav Hartlaub német ornitológus írta le 1886-ban.

## Előfordulása
Afrika déli részén, Angola, Botswana, a Kongói Demokratikus Köztársaság, Namíbia, Tanzánia, Zambia és Zimbabwe területén honos. 
A természetes élőhelye szubtrópusi és trópusi síkvidéki esőerdők és cserjések, valamint folyók, patakok és mocsarak környéke. Állandó, nem vonuló faj.

## Megjelenése
Testhossza 10 centiméter, testtömege 10-11 gramm. A hím felül barna, a torok és a fejoldalak szürkék, a szemöldökkörnyék borvörös színű. A mell a közepéig vörös, apró fehér foltokkal. A mell alsó része és a has sötét barnásszürke, az alsó farokfedők sárgásbarnák. A farktollak feketék, a láb szürkésbarna. A szem barna, világosbarna gyűrűvel, a felső csőrkáva vöröses színű, hegye élénkpiros, az alsó sötétszürke színű. A tojón kevésbé kiterjedt a piros szín a fejoldalon.

## Életmódja
Fűmagvakkal és rovarokkal táplálkozik.